# Swiss Athletics
La Fédération suisse d'athlétisme ou FSA (dite Swiss Athletics) est la fédération nationale d'athlétisme, créée en 1905, qui relève de World Athletics (depuis 1913) et de l'Association européenne d'athlétisme.
Le siège principal de la fédération se trouve à la Maison du sport à Ittigen près de Berne. 